# كهوف ريبيشون
كهوف ريبيشون (بالإسبانية: Cavernas de Repechón أو Cuevas De Los Pajaros Nocturnos)‏ هو نظام كهف كارستي يقع في حديقة كاراسكو الوطنية، في مقاطعة تشاباري، بوليفيا.  تعد الحديقة موطنًا لمجموعة من طيور الزيت الكاريبية، ونادرًا ما تتم زيارتها نظرًا لصعوبة الوصول إليها.